# حليمة السفيانية
لالة حليمة السفيانية زوج السلطان المغربي إسماعيل بن الشريف وأم السلطان محمد الثاني والأمراء زيدان الصغير ومولاي الزين. والدها الشيخ علي بن حسين من بني سويد، التي تنتمي لقبيلة سفيان وهي بطن من بطون أَثبج من بنو هلال.
تنسب لحليمة القبة الهندسية التي تعلو ضريح إدريس الثاني، التي شيدت إلى جانب القبة الجامع بمدينة فاس. كانت حليمة تشرف على رواتب الجيش وعلى هدايا الإشراف وصلات العلماء طوال العام. ورد اسمها ضمن اللائحة الطويلة للذين حملت إليهم هدايا من لدن السفير البريطاني شارلس ستيوارت عام 1719م بمكناس.

## راجع أيضا
- خناتة بنت بكار
- عائشة مباركة البربوشية
- أم العز التباع
- عودة الدكالية